# Молчанов, Валерий Михайлович
Молчанов Валерий Михайлович (1940—1973) — летчик-испытатель.

## Биография
После окончания МАИ работал инженером в ЛИИ, окончил аэроклуб ЛИИ. Выступал в соревнованиях по высшему пилотажу (первенство СССР в 1965).
В 1968 году пробился в ШЛИ МАП.
С 1969 года — на лётно-испытательной работе в ОКБ А. Н. Туполева. Принимал участие в испытаниях Ту-154, Ту-128М (1971), Ту-134, Ту-144. Обучал болгарских пилотов после продажи четырёх самолётов  Ту-154 в Болгарию.
Был назначен дублёром М. В. Козлова на первый вылет Ту-144.
Погиб 3 июня 1973 года при выполнении демонстрационного полёта Ту-144 в Париже. Молчанов был в этом полёте вторым пилотом в экипаже М. В. Козлова. По свидетельству Э. Ф. Крупнянского, в разбитой кабине «В. М. Молчанов был пристёгнут к креслу через плечо, как это делается при выполнении фигур высшего пилотажа. Этим ремнём он был разрезан практически пополам.» Он был самым молодым в экипаже — 33 (34) года.
Похоронен на Новодевичьем кладбище (г.Москва).